# Sendi Bar

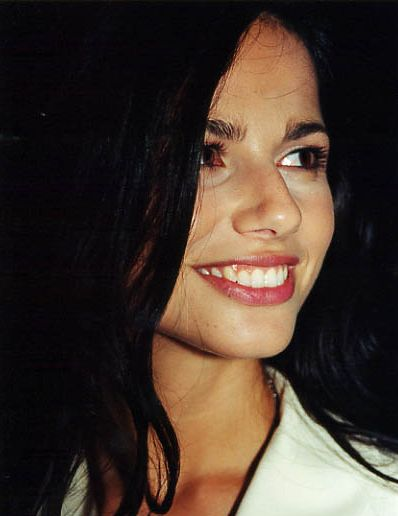
Sendi Bar

Sendi Bar (hebräisch סנדי בר; * 5. April 1976 in Tel Aviv), bekannt als Sandy Bar, ist eine israelische Schauspielerin und Model.

## Leben und Karriere
Bar wurde am 5. April 1976 in Tel Aviv geboren. Ihr Vater stammt aus Libyen und ihre Mutter hat marokkanisch-jüdischen Wurzeln. Sie begann ihre Karriere sie im Alter von 17 Jahren als Model. Ihr Schauspieldebüt gab sie 1996 in der Serie Deadly Fortune. Außerdem war sie in den Serien Zbeng!, Zinzana und Prisoners of War zu sehen.
Bar war von 2000 bis 2008 mit dem israelischen Schauspieler Aki Avni verheiratet. Das Paar lebte mehrere Jahre in Los Angeles, wo 2004 ihr gemeinsamer Sohn geboren wurde. 2008 kehrten sie nach Israel zurück und trennten sich im selben Jahr.
2022 nahm sie an der achten Staffel der israelischen Tanzshow Rokdim Im Kokhavim teil und schied als achte von 15 Paaren aus.

## Filmografie
Filme
- 2002: Kedma
- 2006: Sea of Dreams
- 2015: Herbe Mischung
- 2016: The Burglar
- 2016: Mesubach
- 2018: Geula

Serien
- 1996–1997: Kesef Katlani
- 1998: Zbeng
- 1999: Kol HaOlam Bama
- 1999–2005: Zinzana
- 2009–2012: Hatufim - In der Hand des Feindes